# Ciśniawka
Ciśniawka – potok uznawany za górny bieg potoku Ciśniawa. Na niektórych mapach opisywany jest jako Zakulawka. Spływa z południowo-wschodnich zboczy Pasma Policy w Beskidzie Żywieckim i jego zlewnia w całości znajduje się w obrębie miejscowości Sidzina.
Najwyżej położone źródła ma na wysokości około 1220 m na południowo-wschodnich zboczach Policy. Spływa doliną pomiędzy południowo-wschodnim grzbietem Policy i południowo-wschodnim grzbietem Okrąglicy. Na wysokości 754 m chodzi do Ciśniawy jako jej prawy dopływ. Następuje to w miejscu o współrzędnych 49°36′10″N 19°40′03″E/49,602778 19,667500. 
Wzdłuż dolnej części potoku prowadzi tzw. Kopaną Drogą znakowany szlak turystyczny:
 Sidzina Wielka Polana – schronisko PTTK na Hali Krupowej – Kucałowa Przełęcz. Czas przejścia: 1.45 h, ↓ 1.10 h, suma podejść 400 m